# Teichstraße 4 (Hötensleben)

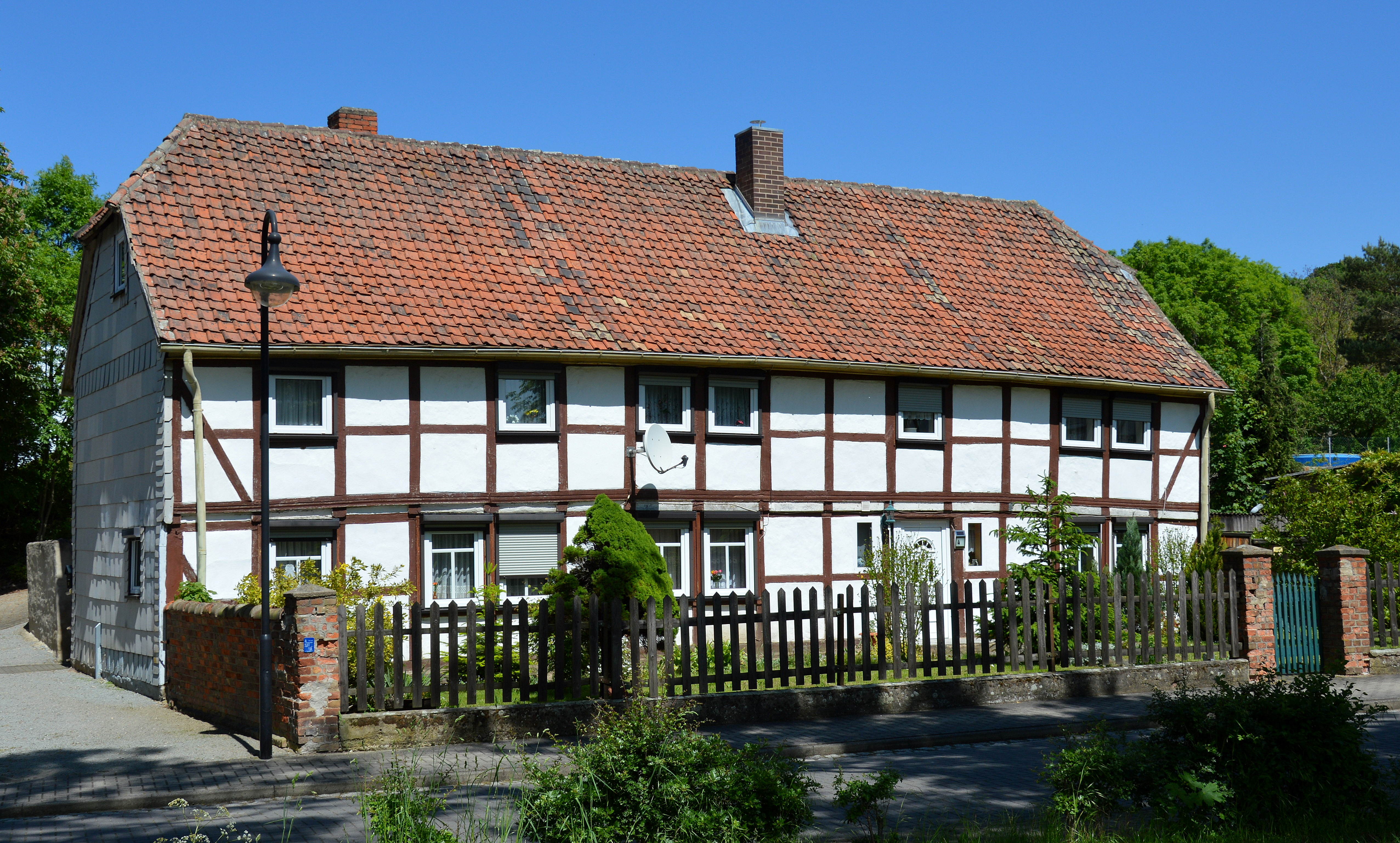
Wohnhaus Teichstraße 4

Das Haus Teichstraße 4 ist ein denkmalgeschütztes Wohnhaus in Hötensleben in Sachsen-Anhalt.

## Lage
Es befindet sich im südlichen Teil Hötenslebens auf der Nordseite der Teichstraße in einer Ecklage zur Einmündung der Hospitalstraße.

## Geschichte und Architektur
Das zweigeschossige zur Teichstraße traufständige Fachwerkhaus wurde vermutlich in der zweiten Hälfte des 18. Jahrhunderts erbaut. Das langgestreckte Gebäude gehört damit zu den ältesten Häusern des Orts. Das obere Stockwerk kragt über das Erdgeschoss vor. Bedeckt ist der Bau mit einem Krüppelwalmdach.
Im Denkmalverzeichnis für Hötensleben ist das Wohnhaus unter der Erfassungsnummer 094 56153 als Baudenkmal verzeichnet.